# 막스 베버

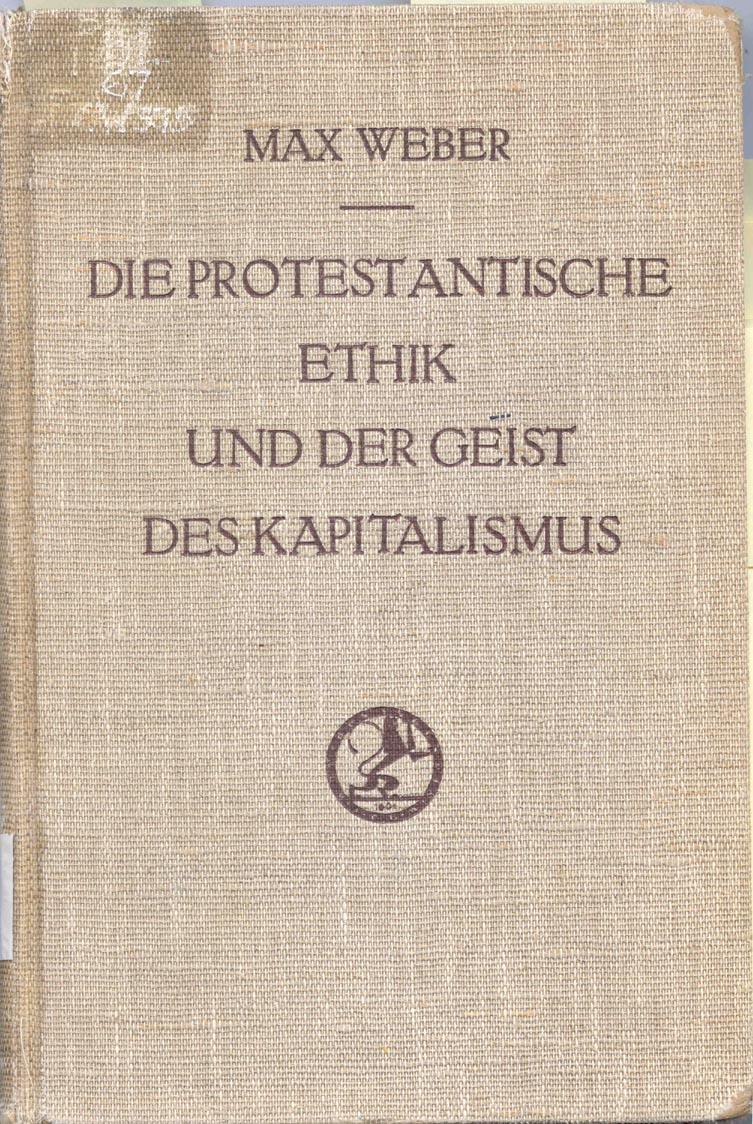
프로테스탄트 윤리와 자본주의 정신

막시밀리안 "막스" 카를 에밀 베버(독일어: Maximilian „Max“ Carl Emil Weber, 1864년 4월 21일 ~ 1920년 6월 14일)는 독일의 법률가, 정치인, 정치학자, 경제학자, 사회학자로, 사회학 성립에 막대한 영향을 끼친 인물이며 그의 논문 《프로테스탄트 윤리와 자본주의 정신》으로 유명하다. 그는 사회학과 공공정책학 분야에서 근대적인 연구토대를 마련한 학자로 평가한다. 베버는 베를린 대학교에서 처음 연구 활동을 시작했다. 말년에는 프라이부르크 대학교, 하이델베르크 대학교, 빈 대학교 그리고 뮌헨 대학교에서 연구활동을 했다. 당대 정치 분야에 상당한 영향력을 행사하기도 했다. 베버는 베르사유 조약의 독일 제국 측 협상대표로 선임되었고, 바이마르 헌법의 초안을 닦는 위원회의 일원으로도 활동하였다. 그는 카를 마르크스와 에밀 뒤르켐과 더불어 가장 영향력있는 사회학자이다. 대표작인 <프로테스탄티즘 윤리와 자본주의정신>에서 마르크스의 "토대-상부구조론"을 반박하며 "이윤을 적극 추구하는 신교도 윤리가 자본주의를 낳았다"고 주장했다.

## 생애
베버는 독일 튀링겐주의 에르푸르트에서 막스 베버 1세의 일곱 자녀 가운데 장남으로 태어났다. 아버지는 국민자유당의 부유하고 유력한 정치가이자 공무원이며, 어머니 헬레네 팔렌슈타인(Helene Fallenstein)은 절대적인 도덕 신념을 견지한 칼뱅주의 개신교도였다. 베버 1세가 공직 생활을 하면서 그의 가정도 정치활동과 가까워졌으며, 그의 살롱에서 여러 저명한 학자와 유명 인사가 드나들었다. 베버는 어머니의 인생관에 강한 영향을 받았으나, 스스로 종교적이라고 말하지 않았다.
어린 베버와 동생 알프레드 베버(그 역시 사회학자이자 경제학자가 되었다.)는 지적인 분위기에서 자랐다. 베버가 13살이던 1876년 성탄절에 부모님에게 준 선물은 두 편의 역사 평론인 "독일 역사의 과정에 대하여: 황제와 교황의 지위를 중심으로"와 "콘스탄티누스 시대부터 민족 대이동까지: 로마 제국 시대에 관하여"였다. 14살 때 그는 호메로스, 베르길리우스, 키케로, 리비우스를 주석으로 단 글을 썼으며, 대학 진학 전에 괴테, 스피노자, 칸트, 쇼펜하우어에 대한 지식을 섭렵하였다. 베버는 점차 사회 과학 분야에 관심을 보였다.
1882년, 베버는 하이델베르크 대학교 법대에 입학하였다. 베버는 아버지의 영향으로 행정 관련 법학을 전공했다.  법과 공부를 하는 동시에 젊은 베버는 경제학 강의를 듣고, 중세 역사와 신학을 공부하였다. 그는 잠시 스트라스부르에서 독일군으로 복무하였다.

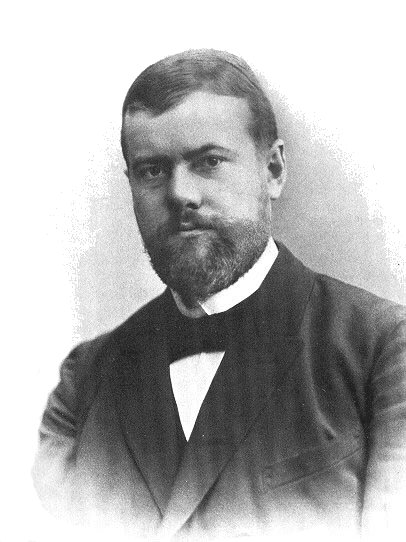
막스 베버(1894)

1884년 가을에 베버는 베를린 대학교에서 수학하고자 부모님 집으로 돌아왔다. 이후 8년 동안 괴팅겐 대학교에서 한 번, 그리고 잠시 군사 훈련차 잠시 자리를 비운 것을 빼고 베버는 부모님의 집에서 머물며 처음에는 학생으로, 나중에는 하급 법정 변호사로, 나중에는 베를린 대학교에서 강사로 일하였다. 1886년 베버는 현재 대한민국 법 체계에서 변호사 자격시험에 해당하는 "참조인"(Referendar) 시험을 통과하였다. 1880년대 말에 베버는 역사 연구를 이어갔다. 1889년 그는 "중세 사업 조직의 역사"라는 제목의 법제사에 대한 박사 논문을 써서 법학 박사 학위를 받았다. 2년 뒤 베버는 하빌리타치온 논문인 "로마의 농업사와 공법 및 사법에서 그 중요성"을 완성하였다. "시간강사"(Privatdozent)가 된 베버는 이제 독일에서 교수직 자격을 얻었다.
박사 논문과 하빌리타치온 논문을 쓰는 사이 몇 년 동안 베버는 당시 사회 정책에도 관심을 기울였다. 1888년, 그는 역사학파 쪽 독일 경제학자들의 새로운 모임인 "사회정책학회(Verein fur Socialpolitik)에 가입하였다. 이들은 경제학의 역할은 우선 당시 여러 사회 문제 해결이라고 보았으며, 경제 문제에 대규모 통계 연구를 주창하였다. 그는 정계에도 발을 들여 좌파 성향의 복음주의 사회주의 정당에 가입하였다. 1890년 "폴란드 문제" 즉 동부 이동(Ostflucht, 지역 노동자들이 당시 급속히 산업화되던 독일 도시로 이주하면서, 독일 동부로 외국인 농장 노동자들이 유입하던 것을 뜻한다)를 연구하기 위하여 "학회"(Verein)이 설립되었다. 베버는 이 연구에 뛰어들어 결과물의 상당 부분을 썼다. 최종 논문은 뛰어난 경험적 연구 저작으로 널리 찬사받았으며, 농업 경제학 분야에서 베버의 명성을 굳혔다.
1893년 그는 그의 먼 친척인 마리안 슈니트거(Marianne Schnitger)와 결혼하였는데, 나중에 이 사람은 여성주의자로 자신의 권리를 주장하는 작가가 되어, 베버가 죽은 뒤 남편의 학술지 논문을 모아 책으로 출판하는 데 기여하였다. 1894년, 부부는 프라이부르크로 이사하여, 이곳에서 베버는 프라이부르크 대학교 경제학 교수로 임명되었다가, 1896년 하이델베르크 대학교에서 같은 자리를 받았다. 이듬해에 아버지 막스 베버 1세는 아들과 심한 다툼을 하고 두 달 뒤에 세상을 떠났다. 그 뒤 베버는 점차 신경 과민과 불면증에 시달리며 교수직을 수행하기 어려웠다. 그의 상태로 맡은 강의도 줄어들었고, 1899년 가을 마지막 강의는 끝내지도 못하였다. 1900년 여름과 가을에 요양소에서 몇 달을 보내다가 베버와 아내는 그 해 말에 이탈리아를 여행하였으며, 1902년에 하이델베르크로 돌아왔다.
1890년대 초에 왕성한 저작 활동을 했지만, 베버는 1898년 초부터 1902년 말까지 전혀 글을 출판하지 않았으며, 1903년 가을에 교수직을 떠났다. 이러한 의무에서 벗어나 그 해에 베버는 사회 과학과 사회 정책(Archiv für Sozialwissenschaft und Sozialpolitik) 학술지에서 동료 에드가 야페(Edgar Jaffé)와 베르너 좀바르트(Werner Sombart)와 함께 공동 편집장직을 맡았다. 1904년 베버는 이 학술지에 그의 매우 독창적인 몇몇 저작을 출판하였다. 그 가운데 개신교 윤리와 자본주의 정신도 있었다. 이것은 그의 가장 유명한 저작이 되었으며, 나중에 그가 경제 체제의 발전에 문화와 종교가 끼치는 영향에 대하여 연구하는 데 토대를 마련하였다. 이 저작은 베버 생애에서 출간했던 책 가운데 하나이다. 또 그 해에 그는 미국을 방문하여 세인트 루이스에서 세계 박람회(루이지애나 만국 박람회)와 연계한 예술 및 과학 회의에 참가하였다. 그는 성공을 거두었으나, 베버는 자신이 그때 일반 강의를 다시 맡을 수 없다고 생각하였다. 1907년에 유산을 받아 개인 학자로 계속 활동하였다. 1912년 베버는 사회민주주의자와 자유주의자를 규합하기 위하여 좌파 정당을 조직하고자 노력하였다. 이 시도는 성공하지 못하였다. 이는 다양한 자유주의자가 당시 사회민주주의자의 혁명 이념을 두려워했던 탓이었다.
제1차 세계 대전 동안 베버는 하이델베르크 군 병원에서 원장으로 잠시 복무하였다. 1915년부터 1916년까지 그는 전후 벨기에와 폴란드에서 독일의 수위권을 유지하려는 위원회에서 일하였다. 독일 제국의 확장과 전쟁에 대한 베버의 생각은 전쟁을 거치면서 바뀌었다. 그는 1918년 하이델베르크에서 노동자 및 병사 평의회의 일원이 되었다. 같은 해 베버는 베르사유 조약에서 독일 정전 위원회와 바이마르 헌법 기초를 맡는 위원회에서 고문이 되었다. 그는 바이마르 헌법의 제48조를 삽입하는 데 지지하였다. 이 조항은 나중에 아돌프 히틀러가 포고를 통한 지배권을 확립하는 데 이용하여, 히틀러 정부가 반대파를 억압하고 독재 권력을 얻게 되었다. 이때 베버가 독일 정치에 기여한 점은 아직도 논쟁거리이다.
베버는 이때 다시 강의를 하게 되었는데, 처음에는 빈 대학교에서, 나중에 1919년에는 뮌헨 대학교에서 일하였다. 뮌헨에서 그는 독일 대학에서 최초인 사회학 학회의 회장이 되었으나, 결국에는 개인의 사회학 직위를 갖지는 않았다. 베버는 1919년과 1920년에 우파의 선동 때문에 정계를 떠났다. 뮌헨의 여러 동료와 학생들은 1918년과 1919년 독일 혁명 당시 그의 연설과 좌파적 태도에 반대하였으며, 일부 우파 학생들은 그의 집 앞에서 시위를 벌이기도 하였다. 막스 베버는 에스파냐 독감에 걸렸으며, 1920년 6월 14일 뮌헨에서 폐렴으로 세상을 떠났다.

## 사상
그는 역사파의 계통에 속해 있으나, 학문 방법론에서는 리케르트 영향하에 신 칸트 파의 입장을 취하였다. 근대 자본주의 특징을 프로테스탄티즘과 관련하여 밝힌 것은 그의 뛰어난 업적이다. 그의 학문적 활동은 사회학·경제학·역사학·법학 등 매우 폭이 넓었으며, 근대의 가장 위대한 사회 과학자의 한 사람으로 일컬어진다.
베버의 주요 저작들은 종교 사회학, 정치 체제, 조직 이론, 행위의 합리화를 다루고 있다.
그의 가장 유명한 저술은 프로테스탄트 윤리와 자본주의 정신으로, 그는 종교 사회학의 관점에서 연구를 시도하였다. 이 책에서 베버는 서방과 동방 문화가 각자 발전하는 방식의 여러 원인 가운데 종교가 한 요소였다고 주장하며, 금욕적 칼뱅주의라는 특정한 성격이 서구의 합법적 권위, 관료제, 자본주의 발전에 영향을 끼쳤음을 강조한다. 또 여기서 그는 자본주의가 마르크스적 맥락처럼 순수하게 유물론적이지 않고 소유 관계, 기술, 지식의 발전만으로는 설명할 수 없는 종교적 이상과 개념에서 비롯되었다고 주장하는데 특히 소명과 예정 그리고 검약을 강조하는 칼빈주의 개신교가 자본주의의 발흥에 끼친 영향을 검토하였다.
그의 또다른 주요 저작인 《직업으로서의 정치》에서 베버는 국가를 합법적으로 폭력을 독점하는 독립체로 규정하였으며, 이는 현대 서구 정치 과학 연구의 근간을 이루게 되었다. 베버는 경제와 사회에서 했던 관료제 분석은 현대의 조직 연구에서 아직도 중심적이다. 그의 유명한 업적을 "베버 명제"라고 칭하기도 한다. 그는 처음으로 사회에 관계되거나 사회성이 있는 권위의 다양한 측면을 인식하여, 카리스마적 권위, 전통적 권위, 법적 권위로 범주화하였다. 그리하여 그는 관료제를 분석하면서 근대 국가 조직이 합리적인 권위에 기반을 두고 있다고 썼다.

### 가치
베버에 따르면, 문화의 세계는 이른바 가치의 세계이므로 가치를 떠나서는 어떠한 사회과학 연구도 진전되지 않는다. 여기에서 가치는 자기의 견해나 관점에 기초한 성격과 자기와의 관계에서 벗어나 제삼자의 입장에서 사물을 보거나 생각하는 성격이 모두 있으므로, 과학의 이치나 체계에 부합한 지식을 얻으려면 가치문제를 신중히 다루어야 한다는 입장을 밝혔다.
베버는 가치 문제를 3가지(가치 관련, 가치판단, 가치중립)로 구분하여 설명하였다.
사물의 근본이나 기초가 되는 가치관련은 사회학자, 역사학자가 연구 시행 시 가치 설정을 가능하게 한다. 사회에 관련하거나 사회성이 있는 실재는 무한하고 문화의 세계는 가치의 영역이므로 연구자는 설정 없이 연구를 시작하지 못한다. 베버는 연구에서 가치 관련의 예를 다음과 같이 든다. 첫째, 연구 주제의 선택, 결정 시 둘째, 본질적인 것을 부차적인 것들로부터 고르는 선택 시 셋째, 연구 작업 과정에서 여러 요소와 의미 사이의 인과관계 정립과 합리한 이유의 제공 넷째, 인과관계의 연쇄의 소급 적용 시. 즉, 인과적 소급의 진전의 상한 설정. 다섯째, 연구 내용 논증에서 개인에 국한된 경험과 모호한 감정성의 배제로써 연구 내용을 객관화할 수 있다. 베버는 사회과학에서 해석이나 이론을 정책이나 실천과 구별한다. 이것을 이용해 가치 관련을 개입시켜 좋고 나쁨을 결정하고, 가치판단을 개입시켜서는 안 된다고 주장했다. 그에 대한 이유는, 해석 이론은 그 내용에서 명증적이어야 하며, '올바른' 등의 형용사적 용어로 하는 정당성 주장은 과학이 되지 못한다.
한편, 가치판단은 정책과 정치세계의 가치이다. 베버에 따르면, 과학적 지식에 기초하여 정책입안, 정책실천 시에는 가치판단을 요구한다. 베버는 당시 독일 정치가들이 분명한 가치판단을 결여한 상태로, 이해관계에 따라 이합집산 하는 모습을 비판하였다. 베버는 가치중립을 강의실의 가치라고 주장했다. 베버는 대학강단에서 개인적(사적)가치판단을 반대했다. 강의실에서 교수는 강의를 하고, 학생은 침묵상태에서 학습하고 있으므로 대등한 입장에서 비판을 허용하지 못한다. 따라서 교수의 일방적인 개인적 가치판단이나 개인적 신념의 주입강의는 불공평하다고 인식하였다. 교수의 개인적 가치판단의 주입강의는 학생을 자기보다 좁은 시야의 사고를 갖게 할 위험이 있다고 주장했다. 현대사회와 같이 가치들의 적대성이 지배하고 다신교 시대에는 개인적 가치판단은 객관성을 갖기 어렵다고 주장했다. 따라서 베버는 가치중립 입장을 교수들의 강의윤리라 설명하고, 교수의 성실성은 그가 얼마나 가치중립적 입장에서 강의하는가로 증명된다고 강조하였다. 베버에 따르면, 교수가 해야 할 역할은 여러 가지 가치들과 그리고 목적에 대한 여러 가지 수단들의 관계에서 선택항목들을 여러 가지 수단들의 관계의 선택항목들을 논리적으로 명쾌하게 분석하여 제시하는 데 그치고, 가치판단은 유보하여 후에 학생들에게 맡기는 것이라고 하였다.
베버의 시대는 가치의 혼돈과 가치판단 범람의 시대였다. 당시 독일 대학들에서 대부분의 대학교수들은 황제를 찬양하는 소위 어용교수들이었다. 따라서 강의시간에도 황제를 찬양하고 강의 방식은 자신의 주장과 견해만을 강력히 설명하면서 타인의 견해는 부정, 비판하는 가치판단에 의거한 방식이었다. 베버는 이러한 방식을 비판하고, 엄격한 학문주의적 입장에서 모든 학설들을 공정하게 설명해주는 가치중립적 강의를 주장했다. 이를 통해 독일 민족의 꺼지지 않는 지적 심장을 대학 안에 잘 보존하고자 하였다.

### 사회변동
베버는 사회과학과 역사에서 마르크스의 경제결정론을 비판하고 이를 극복하고자 하였다. 베버는 마르크스의 경제환원주의를 다시 세분화하였다.
경제적 결정 부문은 경제적 목적을 위해 일부러 창출한 제도들을 뜻한다. 즉, 경제 제도 자체의 영역을 의미하며 은행, 주식의 사례를 들 수 있다.
경제적 연관 부문은 그 자체는 비경제적이면서도 경제적으로 연관된 행동과 제도의 영역을 의미한다. 가령, 정치,법률,종교 등을 꼽을 수 있다.
경제적 조건 부문은 그 자체로 분명히 비경제적 현상이면서 경제와 연관이 없지만, 간접적으로 시대의 경제제도의 영향을 받거나 영향주는 영역이다. 가령, 문학, 예술 사상 등이 예이다. 이처럼 사회는 경제적으로 연관되고, 경제적으로 조건지어진 영역이 매우 많으므로 각 부분이 상대적 자율성을 갖고 있는 것으로 보아야 한다고 주장했다.
베버는 마르크스가 경제에 의해 결정되는 종속적인 반영물로 본 관념까지도 상대적 자율성이 있으며, 사회 변동의 원동력으로 작용할수도 있다고 논증하였다.
베버에 의하면 위대한 사상가나 학자의 머리속에 있는 사상이나 관념은 사회변동을 가져올 수 없다고 보았다. 이 점에서 관념과 물질력은 근본적으로 다른 성격을 갖고 있다. 그렇다고 해서 관념이 사회변동의 원동력으로 작용하지 못하는 것은 아니다. 관념은 물질력과는 다른 방법으로 사회 변동의 원동력으로 작용할 수 있다.
우선 관념의 특징은 일부 지식인들이 현실사회의 복잡한 문제를 해결하겠다고 구제 목적을 내세우는 여러 가지 관념 또는 특수 가치이념에서 찾을 수 있다. 지식인들은 이 관념에 의거하여 새로운 세계상을 만들어 제시하며, 관념이 사람들을 납득시킬 수 있는 이론적 합리성을 갖추어서 신뢰성을 갖는 것으로 만든다. 이러한 관념들과 세계상들은 그 자체가 각각 소우주의 성격을 갖고 자율적이며 다른 사람들을 납득시킬 수 있도록 이론적 합리주의를 발전시킨다.
베버에 의하면 이것만으로는 관념들이 사회변동의 원동력이 되지 않는다. 그 관념들이 일정의 이해상황에 동조를 구해야 한다. 즉, 내적 심리적 이해상황에서 남이 시키거나 요청하지 않아도 자행하는 결사체를 결성하려는 단체 결성력의 추동이 나온다. 이에 내적심리적 이해상황에서 남이 시키거나 요청하지 않아도 자행하는 결사체를 조직할 때 외부와 관계되거나 사회성이 있거나 사회에 관계되는 이해 상황의 갈등상태에 비추어서 그 사람들의 요구와 목적을 가장 잘 충족하게 해 줄 수 있다고 판단되는 하나의 관념을 가운데서 친화력이 큰 것부터 선택하는 경향이 있다.
이때 남이 시키거나 요청하지 않아도 자행하는 결사체가 관념을 선택하는 기준은 친화력이 가장 중시되므로 베버의 이론을 선택적 친화력의 이론이라고 명명한다.
남이 시키거나 요청하지 않아도 자행하는 결사체가 선택적 친화력에 의거하여 관념을 선택하면 그 관념은 실천적 합리주의의 성격을 갖는다. 남이 시키거나 요청하지 않아도 자행하는 결사체는 선택된 관념의 지도와 규제와 추동을 받으면서 운동을 전개하여 사회변동의 기폭제로 작용한다.

### 이념형
베버에게 있어 사회과학은 추상적 개념속에 존재하는 가설개념으로 구성되어 있는 것이었다. 그러므로 이념형은 사회과학 이론과 연구속에 존재하는 자기의 견해나 관점에 기초하고도 형이상학적인 요소로 이해되었고 이러한 형이상학적 개념들은 자연과학과 사회과학을 구분하는 필수적인 요소로 인식된 것이다.
이념형은 주어진 현상의 여러 요소나 실제이고 세부까지 포함한 문자로 구성되어 있으나 이것은 각각의 특정한 여러 케이스의 특징과 모두 일치함을 의미하는 것이 아니다. 가령 추상적인 현상을 실제이고 세부까지 포함한 상이한 여러 용어로 규정해 볼 수 있으나 반대로 실제이고 세부까지 포함한 용어 각각이 추상적인 현상 하나를 온전히 포괄하지는 못한다는 것이다. 따라서 이념형이란, 완벽한 것을 의미하는 것이라 볼 수 없고 도덕적 이상성도 아니며, 실제이고 세부까지 포함한 수치의 평균으로 인식하는 것도 무리가 있으나 주어진 환경에서의 공통적인 여러 사례를 강조하는 특정한 요소로 이해해 볼 수 있다.
한편 '이념'이라는 용어를 사용한 점은 대단히 주목해야 할 부분이다. 베버는 '이념'이라는 용어를 사상의 세상(독일어로는 'Gedankenbilder')으로 인식하는 모습을 보여주며, 이것은 이 이념형이라는 용어가 완벽한 것이 아니며 단지 순리를 따르는 사회에 관계되거나 사회성이 있는 실체의 혼란함을 눈으로 볼 수 있게 드러내 주는 것을 돕는 사상의 구조로 인식하는 것이다. 베버는 그 사람의 저서에 적기를, "이념형이란 하나나 다수한 관점에 의해 강조된 한 쪽 입장에 따라 형성되는 것이고 엄청나게 다분화하고 각각의 통합에 의해 그리고 한 쪽 측면으로 강조된 여러 관점이 내용을 구성된 여러 요소로 세분하는 구성의 모습으로 통합되는 현재 혹은 종종 구체적인 현상의 부재등으로 구성된 개념"이라고 하였다.
한편, 이념형은 비교사회학적 측면에서 사회나 경제적 현상을 분석할 때 굉장히 유용한 도구이며 이는 일반적인 수준을 넘어선다는 점에서, 추상적인 생각과 구체적인 역사적 사례등과 같은 장점을 가지고 있다는 점에서 역시 그러하다. 이념형은 자본주의와 같은 전역사적 현상과 베버 자신의 프로테스탄트 윤리분석과 같은 역사적인 독특한 현상의 일반적인 분석 모두를 가능하게 해준다. 특정한 현상에 대한 이해를 시도하기 위해서, 행위자들의 행동을 묘사하는 것 뿐만 아니라, 그들의 행동을 해석해내는 것 역시 중요하다. 그러나 행동의 해석은 행동을 이전의 선험적 이념형에 종속되어 분류해내려는 시도를 가진 관찰자의 문제를 수반하기도 한다.

### 막스 베버의 칼 마르크스 비판
베버는 과학적인 문제에서 마르크스주의와 논쟁한 최초의 인물인데, 왜냐하면 엄격한 경제적 환원주의는 바로 경제적인 현상에서조차도 결코 완벽한 것이 아니기 때문이다. 많은 마르크스주의적 개념은 전혀 과학적 엄밀성을 가지고 있지 않으며, 단지 형이상학적 '사상'일 뿐이다. 마르크스는 자진해서 예언을 했지만, 과학은 어떤 예언의 타당성도 보장할 수 없다. 베버는 마르크스주의 교의를 또한 개인적인 선호도의 이유로 거부하였다.
그는 집단주의적인 사회주의 경제가 인간을 해방시킬 수 있으리라고 믿지 않았는데, 그것은 모든 활동과 같이 경제도 그 수단에 의해 제한되기 때문에 세계적 구원의 역할을 수행할 능력이 없다는 이유에서이다. 그것은 오히려 관료제적 기제하에서 인류에 대한 억압으로 이끈다. 어떤 경우에는, 완전히 집단화된 경제는 시장경제보다도 더 악화된 무정부를 이끌기도 하는데, 그것은 집단화된 경제에 의해 탄생하는 과도한 관료제 때문이다.
더욱이 마르크스주의적인 사회주의혁명은 사회를 추상적으로 두 개의 대립적인 진영으로 구분하지만, 모든 구체적인 역사상의 사회는 프롤레타리아와 부르조아지 진영 내부에서의 다양한 계층을 포함하여 사회에 관계되거나 사회성이 있는 계층의 다원성이 있다. 베버에게서 혁명은 흔히 지식인의 흥분의 근원이 된다. 인간이 탈소외라는 모호한 개념의 이름을 빌려서 혁명에 의해 급격히 전환될 수 있다고 믿는 것은 바로 대이변을 바라는 이데올로기의 덫에 걸리는 지식인의 병폐이나 베버는 마르크스주의 지식인들의 비관용성을 매우 비난한다. 그 사람들은 진리를 안다고 확신하고서 경멸하는 나머지 대중에게 그것을 강요하고자 한다. 베버에게서 그 사람들은 토론이 불가능한 '믿음의 전사들'처럼 보이는데 사회에 관계되거나 사회성이 있는 유토피아에 대한 그 사람들의 헌신은 경험을 무시하게 했다. 베버는 마르크스주의 지식인, 특히 독일에 있는 러시아 망명자들과의 만남을 종종 언급하기는 했지만, 그 사람들에 대해 단지 제한된 신뢰를 가지고 있었다. 왜냐하면 그 사람들은 정치에 관계된 활동에 대한 뜻을 반영하려는 의지가 있다기보다는 오히려 권력을 탐하는 듯했기 때문이다.

## 저서
- 《개신교 윤리와 자본주의 정신》 (Die Prostestantiche Ethik Und Der Geist Des Kapitalismus)
- 《경제와 사회》 (Wirtschaft und Gesellschaft)
- 〈직업으로서의 정치〉
- 〈직업으로서의 학문〉
- 《적법한 통치의 3가지 유형》 (Die drei reinen Typen der legitimen Herrschaft)

## 같이 보기
- 천민자본주의(독일어: Paria-Kapitalismus, 영어: pariah capitalism)
- 탈주술화

## 참고 문헌
- 베버 『프로테스탄티즘의 윤리와 자본주의 정신』 / 강성화 pdf